# Ruta Estatal de Nevada 359
La Ruta Estatal de Nevada 359, y abreviada SR 359 (en inglés: Nevada State Route 359) es una carretera estatal estadounidense ubicada en el estado de Nevada. La carretera inicia en el Sur desde la CA 167  en la frontera con California hacia el Norte en la US 95     en Hawthorne. La carretera tiene una longitud de 53,7 km (33.350 mi).

## Mantenimiento
Al igual que las autopistas interestatales, y las rutas federales y el resto de carreteras estatales, la Ruta Estatal de Nevada 359 es administrada y mantenida por el Departamento de Transporte de Nevada por sus siglas en inglés Nevada DOT.